# 越前浜村
越前浜村（えちぜんはまむら）は、かつて新潟県西蒲原郡にあった村。1901年11月1日の合併によって消滅し、現在は新潟市西蒲区の一部となっている。
以下の記述は合併直前当時の旧越前浜村に関しての記述であり、現在では名称等が異なる場合がある。なお、ここに記述されていない内容に関しては新潟市などの記事を参照。

## 概要
江戸時代からの村名で、角田山北麓の日本海側に位置する。
地名の由来は越前国三里浜の郷士である小川、斎藤、山下、古川など28人が興野を創設したことによる。最初は宮手から角田の北端に下り、その後現在地に定着。1622年（元和8年）に角田浜村から分離独立したといわれる。越前郷屋ともいわれる。

## 地理
北西側は日本海に面する。

## 沿革
- 1889年（明治22年）4月1日 - 町村制施行に伴い西蒲原郡越前浜村が村制施行し、越前浜村が発足。
- 1901年（明治34年）11月1日 - 西蒲原郡角田浜村、木山村（一部）と合併し、角田村となり消滅。大字越前浜となる。

## 地域
合併を行わないで発足した村であるため、大字は編成していない。当時の村域は現在の新潟市西蒲区越前浜に該当する。